# Weinbau in Japan
Weinbau in Japan hat eine lange Tradition. Wilde Weinreben der Art „Rostrote Rebe“ ('Vitis coignetiae'), kommen in Japan und Korea in der Natur an Bäumen wachsend vor. Diese Art ist aber nicht besonders gut geeignet zur Weinherstellung. Während der Zeit, in der die Reblaus die europäischen Weinberge dezimierte, exportierte Japan allerdings sogar Wein aus dieser Traube.
In Japan hat der Weinbau mindestens seit dem 12. Jahrhundert Tradition. Dieser hatte vor allem zwei Zwecke
- er diente zur Herstellung von Rosinen, die eines der wenigen verfügbaren Süßmittel waren, da die Herstellung von Zucker noch nicht bekannt war
- als Getränk im Sinne des heutigen Weines wurde er von buddhistischen Mönchen zu medizinischen Zwecken hergestellt.

In dem Ort Ikeda befindet sich ein Forschungsinstitut für Weinkultur und Önologie, das auch Touristen Informationen zum japanischen Weinbau vermittelt und eigene Weinparzellen betreibt.
Der Weinbau im westlichen Sinne entwickelte sich erst nach der Öffnung Japans im 19. Jahrhundert. Pionier, und oft Vater des japanischen Weinbaus genannt, war Zenbē Kawakami, welcher durch jahrzehntelange, systematische Kreuzungszüchtung eine erste nationale Qualitätsweinsorte etablieren konnte, den Muskateller „Muscat Bailey A“. Für seine wissenschaftliche Arbeit und sein Lebenswerk wurde ihm der Japanische Landwirtschaftspreis an eine Privatperson verliehen.
In Elsheim wird der Winzer Heinrich Hamm als Ehrenbürger geführt, der in Narashino, Präfektur Chiba gewohnt hatte, da er den Weinbau nach Japan gebracht habe – ein historisch so nicht ganz nachvollziehbarer Anspruch, zumindest hat er aber die Methoden des deutschen Weinbaues in Japan bekannt gemacht.
In Japan befasst man sich mit Anfangserfolgen auch mit dem Gentransfer zwischen Rebsorten, von dem man sich eine Reduzierung der Entwicklungsdauer neuer Rebsorten auf 1/10 verspricht. Auch anderen technischen Verfahren steht man aufgeschlossener gegenüber als traditionelle Weinbaunationen.
Die in Japan angebauten Rebsorten sind sowohl europäische, amerikanische als auch asiatische Rebsorten, die sonst nirgendwo in einem so breiten Mix angebaut werden. Besonders süße Weißweine werden produziert, die fast ausschließlich im Land selbst konsumiert werden.
Traditionell ist der Anbau der für trockene, fruchtige Weißweine geeigneten Koshu-Rebe ab 1186 am Fuß des Fujisan und westlich von Tokio belegt.
Ursprünglich erfolgte der Weinanbau in Japan in Form von Pergolas, die heute auch teilweise noch anzutreffen sind. Das japanische Klima ist für den Weinbau nicht besonders günstig. Dazu tragen kalte Winter und Regen im Sommer bei. In Japan bieten sich nur wenige Flächen für den Weinanbau an. Bestimmte Gebiete in Japan sind von der Regierung als „Sondergebiete für die Entwicklung der Weinbranche“ ausgewiesen. Wein unterliegt in Japan einer Weinsteuer.

## Import und Export

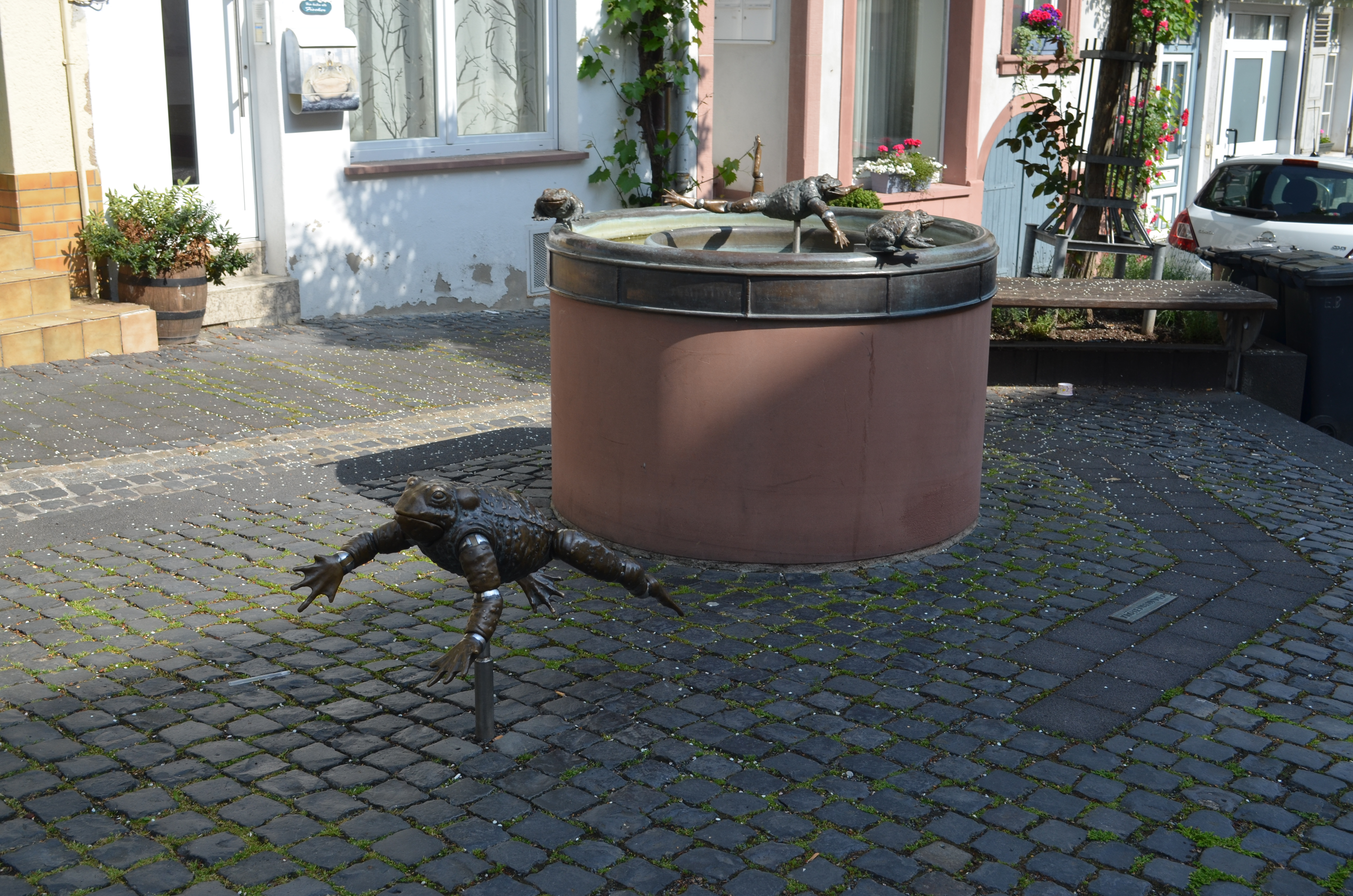
Oppenheim, Mainzer Straße, Krötenbrunnen

Heutzutage tritt Japan allerdings eher als einer der wichtigsten Importeure u. a. auch deutscher Weine auf. 2008 lagen die Japaner auf der Exportstatistik Deutschlands mit 14,2 Millionen Euro auf dem 9. Platz, es wurden im Handel mit Japan eher höherwertige Weine verkauft, die durchschnittlich Preise von 159 €/Hektoliter erzielten.
Deutscher Wein hat in Japan traditionell ein besonders gutes Ansehen, besonders der Riesling. Aber auch einfache Weine wie „Oppenheimer Krötenbrunnen“ finden in Japan ihre Abnehmer.
Auf der Importstatistik Japans sieht die Situation für Deutschland nicht so gut aus: von 1998 (17 Mio. L für 8 Mrd. Yen.) gingen die Importe auf 2003 7 Mio. L für ca. 3 Mrd. Yen zurück. Die deutschen Weinexporteure werden in Japan durch eine Niederlassung des Deutschen Weinfonds vertreten.
Wein wird auch aus Australien und allen anderen traditionellen Weinbauländern importiert.

## Andere alkoholische Getränke in Japan
Das traditionelle alkoholische Getränk Japans ist der Reiswein. Obwohl Sake eigentlich ein allgemeiner Begriff für jede Form von Alkoholika ist, ist damit meist der Reiswein gemeint. Daneben gab es regional verschiedene Formen von Shōchū aus Gerste oder Süßkartoffel, sowie den Umeshu, der normalerweise als Pflaumenwein bezeichnet wird, obwohl die Ume eher eine Aprikose ist.